# Chrysler 150
El Chrysler 150 es un automóvil de turismo que fue producido por Chrysler Europe y posteriormente por el Groupe PSA. El modelo tuvo diferentes nombres en función del mercado: En  casi toda Europa fue conocido como Simca 1307, 1308 y 1309 , Chrysler Alpine en los mercados británico, irlandés y neozelandés, Dodge Alpine en el mercado colombiano y Chrysler 150 en España. Posteriormente, tras la venta en 1978 de Chrysler Europe al Groupe PSA, se cambió, a partir de 1980, la denominación de los modelos a Talbot 1510 en toda Europa excepto en los mercados anteriormente descritos en los que se denominó Talbot Alpine y Talbot 150 respectivamente.
Fue presentado en julio de 1975 y consiguió los galardones de Coche del Año en Europa en 1976 y de España en 1978.
En 1980 se lanzó un modelo de tres volúmenes o sedán denominado Talbot Solara.

## Concepción y presentación
El Chrysler 150 fue el primer automóvil desarrollado por Chrysler Europe dirigido únicamente al mercado europeo y usando para ello todo el potencial de la británica Rootes como de la francesa Simca, empresas que controlaba desde hacía varios años.
El motivo inmediato del comienzo del desarrollo fue el de sustituir al ya muy obsoleto Simca 1500. Denominado como Proyecto C6, su desarrollo mecánico corrió a cargo de la parte francesa de la compañía, en la planta de Poissy, Francia, que tomó como base el Simca 1100 (1200 en España); mientras que el diseño estilístico se encargó al equipo de Roy Axe, responsable de diseño de Rootes, en Whitley, cerca de Coventry (Reino Unido).
Era un vehículo de tracción delantera; disponía de un motor de 4 cilindros en línea, colocado transversalmente y con una inclinación de 41° hacia atrás, respecto del sentido de marcha. Inicialmente se montaron dos tipos de motor Poissy, uno de 1294 cc y 68 CV, ya usado en el Simca 1100, y otro de 1442 cc y 85 CV, que era el mismo que el 1.294 cc pero con una carrera mayor, de 70 a 78 mm. Otra característica del motor era el encendido electrónico, por efecto Hall, que ya era utilizado por Chrysler en Estados Unidos desde 1973.

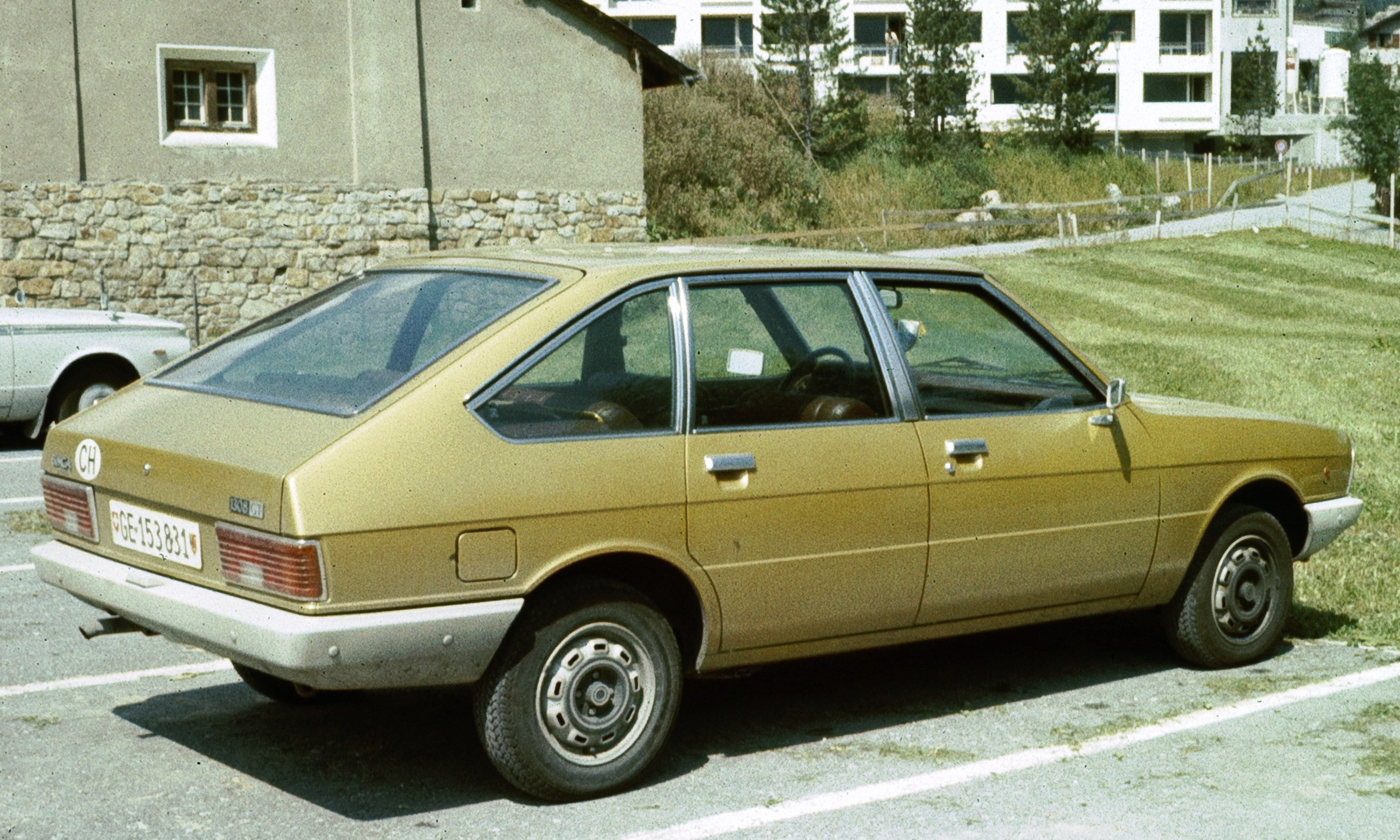
Vista trasera del Chrysler 150.

La suspensión delantera y esquema de frenado era heredado del Simca 1100, con leves modificaciones, mientras que se desarrolló una nueva suspensión trasera de ruedas independientes tiradas con brazos triangulares con eje de oscilación transversal, resortes helicoidales y barra estabilizadora.
En cuanto al estilismo del vehículo, la carrocería de dos volúmenes con portón trasero no era una novedad pues ya había sido vista en el Lancia Beta aparecido tres años antes, aun así suponía avanzar en una línea estética novedosa en ese momento en la que además destacó por la gran superficie acristalada, el amplio interior y los parachoques de resina, que eran una novedad en aquellos años y que se utilizaron extensamente desde entonces. Como curiosidad, a propósito de lo equilibrado de su línea y aprovechamiento del espacio, hay que señalar que años después del cese de su producción la URSS tras comparar unidades de distintos modelos occidentales, lo toma como modelo de carrocería para el Aleko, sustituto del Moskvitch, mientras que como modelo de mecánica elige la solución DKW, similar a la empleada posteriormente por Renault en su modelo "12", que les permitía pasar a la tracción delantera continuando con sus viejos motores que así podían seguir siendo utilizados en posición longitudinal.
Fue presentado a los medios de comunicación británicos y franceses en julio de 1975, previamente a una pre-presentación en Deauville, Francia, el 15 de septiembre de 1975 antes de la presentación oficial del nuevo vehículo que tuvo lugar en el Salón del Automóvil de París en el mes de octubre de ese año.

## Motorizaciones
| Versiones de Simca             | GLS, LS               | -                     | S, GT                              | SX                                                |           |           |           |           |
| Versiones de Talbot            | LS                    | LS                    | GL, GLS                            | GLS, SX                                           |           |           |           |           |
| Identificación del motor       | G1A                   | 6Y1                   | 6Y2                                | 6J2                                               |           |           |           |           |
| Tipo de motor                  | L4 8v, carburación    | L4 8v, carburación    | L4 8v, carburación de doble cuerpo | L4 8v, carburación de doble cuerpo                |           |           |           |           |
| Diámetro x carrera             | 76.7 mm × 70.0 mm     | 76.7 mm × 78.0 mm     | 76.7 mm × 78.0 mm                  | 80.6 mm × 78.0 mm                                 |           |           |           |           |
| Cilindrada                     | 1294 cm³              | 1442 cm³              | 1442 cm³                           | 1592 cm³                                          |           |           |           |           |
| Relación de compresión         | 9.5: 1                | 9.5: 1                | 9.5: 1                             | 9.35: 1                                           |           |           |           |           |
| Potencia máxima: CV (kW) @ rpm | 65 CV (48 kW) @ 5600  | 65 CV (48 kW) @ 5200  | 83 CV (71 kW) @ 5600               | 92 CV (67 kW) @ 6250                              |           |           |           |           |
| Par máximo: Nm @ rpm           | 103 Nm @ 2800         | 114 Nm @ 3000         | 125 Nm @ 3000                      | 132 Nm @ 4000                                     |           |           |           |           |
| Tracción                       | Delantera             | Delantera             | Delantera                          | Delantera                                         | Delantera | Delantera | Delantera | Delantera |
| Transmisión                    | Manual, 4 velocidades | Manual, 4 velocidades | Manual, 4 velocidades              | Manual, 5 velocidades / Automática, 3 velocidades |           |           |           |           |

## Evolución y versiones

### Francia
La producción comenzó en la fábrica de Poissy en septiembre de 1975. Denominados Simca 1307-1308, en el mercado francés se pusieron a la venta las versiones 1307 GLS y 1307 S, con motores de 1.294 cc, y la 1308 GT con el de 1442 cc. El coche fue muy bien recibido en Francia donde las ventas fueron un completo éxito desbordando la capacidad de producción la planta de Poissy, que producía 900 coches diarios en 1975 y llegó a producir 1050 en mayo de 1976. En ese año copó el 7% de las matriculaciones en Francia, cuando en el año precedente el Renault 12, el Citroën GS, el Simca 1000 y el Peugeot 304 juntos habían llegado al 6,5% de las matriculaciones.

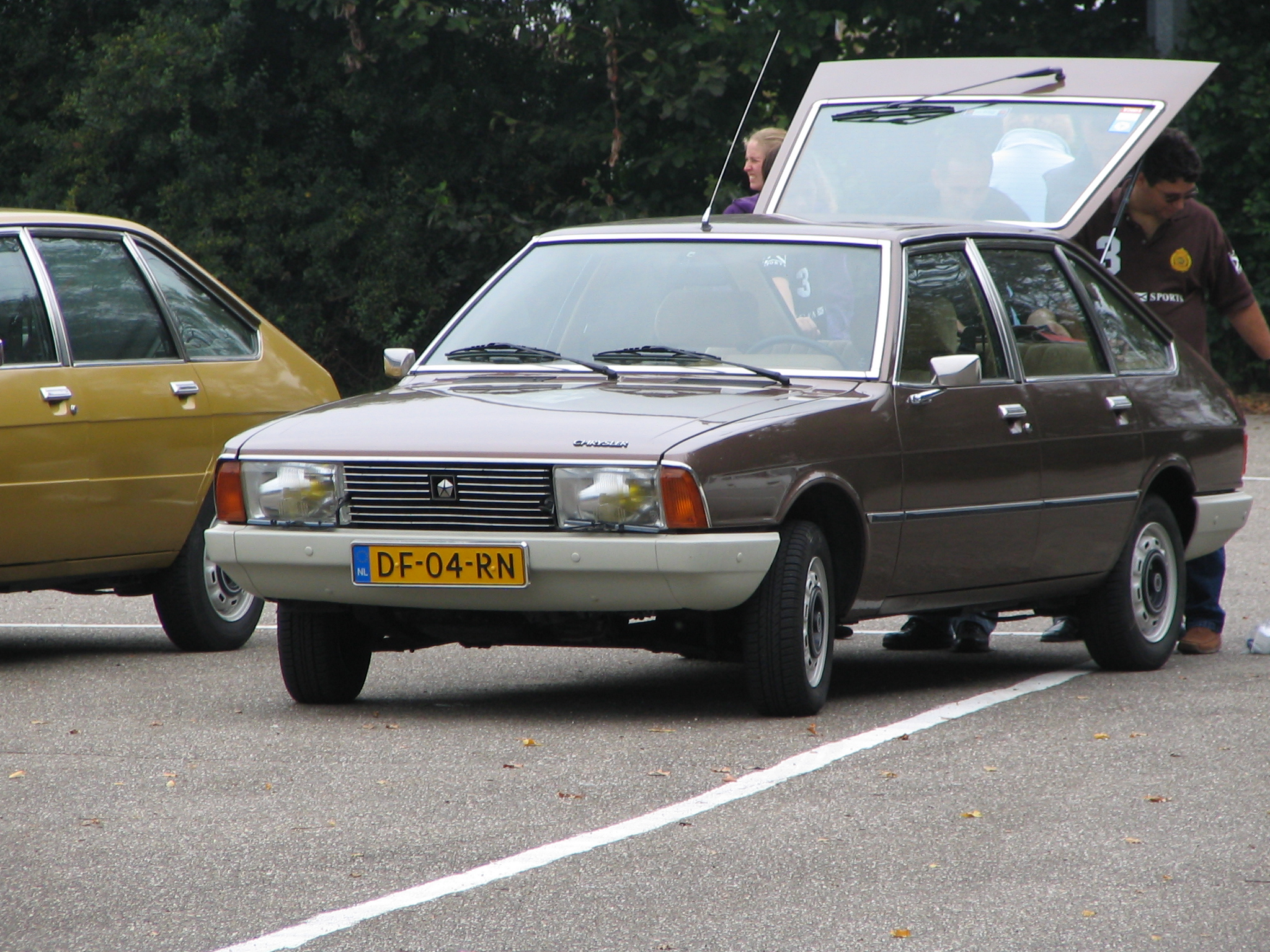
Vista frontal. Se aprecia el portón trasero abierto, uno de los atractivos del Chrysler 150.

El éxito de ventas se tradujo en la obtención del galardón de Coche del Año en Europa, primera vez que un Simca lo lograba. Asimismo logró ser reconocido como Coche del Año en Dinamarca, Bélgica, y en Escandinavia, premio conjunto de Noruega, Suecia y Finlandia.
1977 marcó el máximo de este automóvil con una producción de 258.000 vehículos en Poissy y una tasa diaria de 1200 automóviles. En 1978 se añadió una nueva versión 1308 S, con el acabado del 1307 S pero con el motor de 1442 cc y en 1979 la versión 1309 SX, que marcó el máximo de la gama con la inclusión un nuevo motor de 1.592 cc que rendía 88 CV, dirección asistida, programador de velocidad, cambio automático y techo corredizo.

### Reino Unido
Frente al éxito francés, en el Reino Unido fue recibido con más indiferencia. El gusto popular se inclinaba todavía por la estética del tres volúmenes, y el vehículo, conocido como Chrysler Alpine en línea con antiguos modelos de Rootes ya conocidos del público británico, resultaba demasiado novedoso. Aun así, en octubre de 1976 se inició la producción en la planta de Ryton, Coventry, para atender al mercado británico. Las ventas comenzaron en enero de 1976 ofertando dos versiones: GL la del motor de 1.294 cc y S con motor de 1.442 cc. En 1980 se ofreció al mercado británico la versión SX que ya estaba a la venta en Francia desde un año antes.

### España
En España el vehículo fue presentado en Menorca en mayo de 1977 juntamente con el inicio de la producción en la planta que Barreiros, filial de Chrysler Europe en España, poseía en el madrileño distrito de Villaverde. Recibió el nombre de Chrysler 150 para aprovechar el tirón publicitario del Chrysler 180, que tuvo unas buenas ventas en España, al contrario que en el resto de Europa, y que también se producía en Villaverde. Se ofrecían los modelos GLS con el motor de 1294 cc y S y GT con el de 1442 cc, que correspondían con las versiones francesas 1307 GLS, 1308 S y 1308 GT, respectivamente. En 1978, como en otros países europeos, también consiguió el galardón de Coche del Año en España. En 1979 se sustituyó la versión GLS por la LS que equipaba el motor de 1442 cc pero adaptado a gasolina normal y se comenzó a comercializar la versión SX correspondiente a la francesa 1309 SX, con cambio automático. Como opción exclusiva del mercado español, se ofrecía el aire acondicionado. Fue el vehículo elegido por la Guardia Civil para sustituir a los inadecuados Land Rover de la Central Operativa de Servicios (COS).
Se fabricaron en España unas 65 500 unidades en sus diferentes versiones. En 1979 tuvo un gran papel en la película Perros callejeros II.

### Venta de Chrysler Europe al Groupe PSA
Chrysler, la matriz norteamericana de Chrylser Europe, venía sufriendo graves problemas financieros desde mediados de los años 70, por lo que en 1978 la dirección de la compañía decidió la venta de Chrysler Europe al Groupe PSA por el simbólico precio de 1 dólar. El acuerdo incluía la autorización para el uso de la marca Chrysler hasta el final de 1979. A partir de 1980, los modelos serían renombrados como Talbot, marca propiedad del Groupe PSA.
El cambio de nombre vino además acompañado de un cambio de diseño del coche, fundamentalmente de elementos estéticos interiores y exteriores, nuevo diseño del frontal y de los grupos ópticos delantero y trasero. El modelo pasó a ser Talbot 1510 en Francia, Talbot Alpine en el Reino Unido y Talbot 150 en España.
Sin embargo, el cambio de marca marcó el principio del fin del modelo, que pasó a tener serios competidores, tanto dentro del propio Groupe PSA, con el Peugeot 305, como fuera, con el Renault 18. Además, el Talbot Horizon, nacido Chrysler o Simca Horizon según el mercado, que fue el último éxito de la marca, también restó ventas al nuevo Talbot en Francia y Reino Unido.
Con el fin de incrementar las ventas salió a la venta una versión sedán de tres volúmenes denominada Talbot Solara, que será el primer vehículo que llevará la marca Talbot desde su nacimiento. La salida al mercado de este coche significó la aceleración de la caída de las ventas del hermano mayor que dejó de fabricarse en Francia en 1982.
En el Reino Unido, el modelo sufrió en 1984 otro cambio de identidad y diseño, recuperando para las dos versiones que finalmente quedaron a la venta los nombres de Rapier y Minx, nombres provenientes de antiguos modelos de Rootes, y usando numerosos elementos de interior tomados del Peugeot 305.
La producción continuó en España y Reino Unido hasta 1985, pero ya con vistas a sus mercados respectivos. 
Tanto la deuda heredada de Chrysler Europe como la pérdida de confianza en la marca Talbot en Francia, después de la severa reestructuración que tuvo lugar en la planta de Poissy durante los años finales de la vida del automóvil, llevó al Groupe PSA a prescindir de la marca Talbot y todos los nuevos desarrollos de Talbot ya llevarían la marca Peugeot.